# Gada Kadoda
Gada Kadoda (en árabe: غادة كدودة‎) es una ingeniera sudanesa y profesora adjunta en el Garden City College for Science and Technology. Enseña en la Universidad de Jartum, donde introdujo un curso de gestión del conocimiento. Anteriormente fue presidenta de la Sociedad Sudanesa del Conocimiento. Fue seleccionada como una de las 100 mujeres de la BBC en 2019.

## Educación e inicios
Kadoda estudió informática en la Universidad de Jartum en 1991. Se mudó al Reino Unido después de graduarse y allí estudió sistemas de información en la Universidad de la City de Londres. Se mudó a la Universidad de Loughborough para sus estudios de doctorado, trabajando en ingeniería de software.

## Investigación y carrera profesional
Como investigadora posdoctoral se unió a la Universidad de Bournemouth, donde trabajó en la minería de datos y la predicción. Se trasladó al Imperial College de Londres para desarrollar herramientas de análisis y visualización de datos en 2001. Allí se interesó por la innovación, la transferencia de conocimientos y las colaboraciones.
En 2003, Kadoda se incorporó a la Universidad de las Indias Occidentales como profesora de informática. Desde entonces se ha formado como Gestora de Conocimientos Certificada y ha sido presidenta de la Sociedad Sudanesa del Conocimiento. Trabajó con dos universidades, la Universidad de Ciencia y Tecnología de Sudán y la Universidad de Jartum, para introducir programas de innovación que apoyen a los estudiantes en sus esfuerzos empresariales. Está trabajando para convertir esta actividad en un laboratorio de innovación independiente de UNICEF.
Kadoda fue un miembro fundadora de Mehen, un centro de entrenamiento para mujeres. Ha pedido una educación descolonial y feminista en las escuelas y universidades sudanesas, así como la realización de talleres antirracistas. Es miembro de la Unión Internacional contra la Tuberculosis y las Enfermedades Pulmonares y del Centro Nacional de Información de Sudán, así como organizadora de la Red Sudanesa de Futuros Equitativos. Dio una charla TED en Jartum en 2011. En 2014 Kadoda fue seleccionada por UNICEF. Fue elegida una de las 100 Mujeres de BBC en 2019.

## Publicaciones
Entre sus publicaciones se incluyen como destacadas:
- Kadoda, Gada (2016). Networks of Knowledge Production in Sudan: Identities, Mobilities, and Technologies. Lexington Books. ISBN 1498532128.
- Kadoda, Gada; Shepperd, Martin (2001). «Comparing software prediction techniques using simulation». IEEE Transactions on Software Engineering 27: 1014 - 1022. doi:10.1109/32.965341.
- Kadoda, Gada; Webster, Steven (2000). «An investigation of machine learning based prediction systems». Journal of Systems and Software 53: 23-29. doi:10.1016/S0164-1212(00)00005-4.